# Очеретово
Очеретово (укр. Очеретове) — село,
Сидоренковский сельский совет,
Валковский район,
Харьковская область, Украина.
Код КОАТУУ — 6321287005. Население по переписи 2001 г. составляет 232 (102/130 м/ж) человека.

## Географическое положение
Село Очеретово находится в урочище Кагалиное, по которому протекает пересыхающий ручей, который через 2 км впадает в реку Чутовка.
Село примыкает к селу Завгороднее.

## История
- 1650 — дата основания.

## Экономика
- В селе есть молочно-товарная ферма.

## Объекты социальной сферы
- Библиотека

## Достопримечательности
- Братская могила советских воинов.

## Религия
- Община Христиан веры евангельской «Благовест».